# IKC Vlinderslag
IKC Vlinderslag is een Integraal Kindcentrum in Amersfoort. De school maakt deel uit van Meerkring. Voorheen heette de school OBS de Vlindervallei. De Vlindervallei ging samen met de Buitenschoolse opvang en de voorschool.